# Alain Bernard
Alain Bernard (nacido el 1 de mayo de 1983) es un nadador francés de Aubagne, Bouches-du-Rhône. Ha ganado tres medallas en los Juegos Olímpicos de Verano de 2008. Después de competir en el equipo ganador de la medalla de plata de relevos de 4 x 100 m, Bernard ganó la medalla de oro en la categoría masculina de 100 m libres.
Mantuvo el mismo récord mundial de 100 m libres después de ganar la final del Campeonato Europeo de Natación de 2008 con un tiempo de 47,50 s el 22 de marzo de 2008. Ya batió el récord del mundo en las semifinales el día anterior, en 47,60 s. El 23 de marzo, Bernard bajó el tiempo del récord del mundo de 50 m libres a 21,50 s, pero solo lo mantuvo cuatro días al ser superado por el australiano Eamon Sullivan.

## Juegos Olímpicos de Pekín 2008
En los Campeonatos Franceses de Natación, Bernard se calificó para los Juegos Olímpicos de Pekín en los 50 m libres (con un tiempo de 21,69 s) y los 100 m libres (47,82 s).
Después de los 400 m libres de relevos contra los estadounidenses, un reportero citó textualmente las palabras de Bernard: "¿Los americanos? Vamos a machacarlos. Ese es el motivo por el cual estamos aquí". Él y su equipo acabaron en un segundo puesto por debajo del equipo americano por 0,08 s.
La derrota tan ajustada dejó a Bernard "herido", según las declaraciones de su entrenador. De todos modos el francés ganó la medalla de oro en la final masculina de 100 m libres, en la que Jason Lezak quedó tercero. Bernard se convirtió pues en el segundo francés en ganar una medalla de oro en natación, después de Jean Boiteux, que ganó los 400 m libres en los Juegos Olímpicos de Helsinki 1952. También acabó tercero en la final de 50 m libres después del brasileño César Cielo Filho y el francés Amaury Leveaux, siendo la primera vez en la historia de los Juegos Olímpicos que Francia consigue dos medallistas en una final de natación.

## Récords personales
| Estilo       | Piscina 50 m | Piscina 25 m |
| ------------ | ------------ | ------------ |
| 50 m libres  | 21,23        | 21,59        |
| 100 m libres | 46,94        | 45,69        |
| 200 m libres | 1:47,81      | 1:46,43      |